# Бэбкок, Майк
Майкл «Майк» Бэ́бкок-младший (англ. Michael "Mike" Babcock, Jr.; род. 29 апреля 1963, Манитоувадж, Онтарио) — канадский хоккеист, тренер. Единственный в истории хоккейный наставник — член «Тройного золотого клуба», который в качестве главного тренера приводил свои команды к победе в Олимпийских играх (сборная Канады в 2010 и 2014 годах), чемпионате мира (сборная Канады 2004 году) и Кубке Стэнли («Детройт Ред Уингз» в 2008 году).

## Биография
Всю свою игровую карьеру провёл в скромных клубах, даже не из НХЛ. Учился в начальной школе Сент-Джеймс и высшей школе Святого Креста в Саскатуне, получил степень бакалавра в области физического воспитания Университета Макгилла, год отучился в Университете Саскачевана (2 июня 2016 года стал почётным доктором права). По окончании карьеры в 2002 году стал главным тренером клуба «Анахайм Дакс», с которым дошёл до финала Кубка Стэнли 2003 года, но уступил в серии. В 2004 году покинул свой пост.
С 2005 до 2015 года тренер клуба НХЛ «Детройт Ред Уингз». В сезоне 2007/08 выиграл свой первый Кубок Стэнли. В 2010 году на Олимпийских играх в Ванкувере был у руля канадской сборной, которая завоевала золотые медали, равно как и спустя четыре года в Сочи.
20 мая 2015 года Бэбкок возглавил «Торонто Мейпл Лифс». Он заключил восьмилетний контракт на сумму 50 миллионов долларов 20 ноября 2019 года был освобождён от занимаемой должности.